# Ctenocalops angolensis
Ctenocalops angolensis là một loài tò vò trong họ Ichneumonidae.